# Сасс, Бен
Бенджамин Эрик (Бен) Сасс (англ. Benjamin Eric "Ben" Sasse; 22 февраля 1972, Плейнвью, Небраска) — американский политик, сенатор США от штата Небраска (2015—2023). Член Республиканской партии. Ранее был президентом Университета Мидленд в Фримонте (Небраска) с 2010 по 2014.

## Биография
Окончил Гарвардский университет в 1994 году со степенью бакалавра. Он также учился в Оксфордском университете (Англия). Окончил колледж Сент-Джонс в Аннаполисе, штат Мэриленд, в 1998, со степенью магистра в области гуманитарных исследований и Йельский университет со степенью магистра гуманитарных наук, магистра философии и доктора философии.
С сентября 1994 по ноябрь 1995 работал в качестве ассоциированного консультанта в консалтинговой фирме Boston Consulting Group. В течение следующего года был консультантом/исполнительным директором Christians United For Reformation, а позже — исполнительным директором Alliance of Confessing Evangelicals (Анахайм, штат Калифорния).
С января 2004 по январь 2005 занимал должность руководителя аппарата Бюро правовой политики в Вашингтоне, округ Колумбия Министерства юстиции США, неполный рабочий день был ассистентом профессора в Университете штата Техас в Остине. Работал начальником штаба члена Палаты представителей США Джеффа Фортенберри с января по июль 2005.
С июля по сентябрь 2005 был консультантом Министерства национальной безопасности США. Сасс переехал в Остин, штат Техас, чтобы восстановить свою профессорскую деятельность на полный рабочий день с сентября 2005 по декабрь 2006.
С декабря 2006 по декабрь 2007 работал советником Министра здравоохранения и социальных служб США.
В июле 2007 Сасс был назначен президентом Джорджем Бушем главным советником Министра здравоохранения и социальных служб США (утвержден Сенатом в декабре того же года) и работал в администрации Буша до января 2009 года.
В 2009 году стал консультировать частных инвесторов в области здравоохранения и преподавать в Университете Техаса.